# 佐藤健一郎
佐藤 健一郎（さとう けんいちろう、1936年6月10日-　2014年）は、国文学・民俗学者、武蔵野美術大学名誉教授。

## 来歴
東京に生まれる。1962年、東京都立大学を卒業後、同大学院に進み、修士課程を修了した。
武蔵野美術大学で講師、助教授、教授を歴任した。2007年、定年で名誉教授となる。

## 共著
いずれも田村善次郎との共著。
- 『小絵馬 いのりとかたち』（若尾和正写真）淡交社、1978年
- 『藁の力 民具の心と形』淡交社、1996年
- 『十二支の民俗誌』（工藤員功写真）八坂書房、2000年
- 『暦と行事の民俗誌』（工藤員功写真）八坂書房、2001年
- 『祈りの民俗誌』八坂書房、2013年

### 校注
- 『日本古典文学全集 謡曲集』（小山弘志・佐藤喜久雄との共校注・訳）小学館、1973年 ‐ 1975年
- 『新編日本古典文学全集 謡曲集』（小山弘志との共校注・訳）小学館、1997年 - 1998年